# Туренин-Оболенский, Владимир Борисович
Владимир Борисович Туренин-Оболенский — князь, постельничий, воевода и наместник во времена правления Ивана III Васильевича.
Сын князя Оболенского Бориса Михайловича Турени, родоначальника рода Туренины-Оболенские.

## Биография
В походе Ивана III Васильевича на Новгород, сопровождал его в числе постельничих (октябрь 1495). Третий воевода Передового полка в войсках взявших Дорогобуж (май 1500). Участник знаменитой Ведрошской битвы (15 июля 1500). Наместник в Орешке (май 1502).